# Ernst-August Rabe
Ernst-August Konrad Karl Rabe (* 2. Dezember 1917 in Bremervörde; † 14. Dezember 1988 in Zossen) war ein deutscher Dachdecker und Politiker der DDR-Blockpartei Liberal-Demokratische Partei Deutschlands (LDPD).

## Leben
Rabe war der Sohn eines Dachdeckermeisters. Nach dem Schulbesuch erlernte er von 1932 bis 1935 wie sein Vater ebenfalls den Beruf des Dachdeckers. Nach Beginn des Zweiten Weltkrieges 1939 wurde er zur Wehrmacht eingezogen. Als er nach Kriegsende zurückkehrte, wurde er wieder als Dachdecker tätig und machte sich 1949 als solcher selbständig. Nachdem er zunächst in Rhinow ansässig wurde, wechselte er später nach Rathenow, wo er Vorsitzender der Produktionsgenossenschaft des Dachdeckerhandwerks (PGH) wurde.

## Politik
Am 27. Juli 1937 beantragte Rabe die Aufnahme in die NSDAP und wurde rückwirkend zum 1. Mai desselben Jahres aufgenommen (Mitgliedsnummer 5.708.540). Nach Kriegsende wurde er Mitglied der in der Sowjetischen Besatzungszone neugegründeten LDPD. Bei den Wahlen zur Volkskammer der DDR war Rabe Kandidat der Nationalen Front der DDR und von 1963 bis 1967 Mitglied der LDPD-Fraktion in der Volkskammer.